# Leichtathletik-Weltmeisterschaften 2019/Teilnehmer (Madagaskar)
| Gelbes Symbol für Goldmedaillen mit stilisierten Olympischen Ringen | Graues Symbol für Silbermedaillen mit stilisierten Olympischen Ringen | Braundes Symbol für Bronzemedaillen mit stilisierten Olympischen Ringen |
| ------------------------------------------------------------------- | --------------------------------------------------------------------- | ----------------------------------------------------------------------- |
| —                                                                   | —                                                                     | —                                                                       |

Der Leichtathletikverband von Madagaskar nahm an den Leichtathletik-Weltmeisterschaften 2019 in Doha teil. Ein Athlet wurden vom madagaskischen Verband nominiert.

## Ergebnisse

### Männer

#### Laufdisziplinen
| Athlet             | Disziplin | Vorlauf    | Vorlauf | Halbfinale | Halbfinale | Finale | Finale |
| Athlet             | Disziplin | Zeit       | Platz   | Zeit       | Platz      | Zeit   | Platz  |
| ------------------ | --------- | ---------- | ------- | ---------- | ---------- | ------ | ------ |
| Todisoa Rabearison | 400 m     | 46,80 s NR | 32      | DNQ        | DNQ        | –      | –      |